# Samarska kultura (Mezopotamija)
Samarska kultura je bronastodobna arheološka kultura v severni Mezopotamiji, ki je cvetela v obdobju približno 5500–4800 pr. n. št.. V zgodnjem ubaidskem  obdobju se delno prekriva s hasunsko kulturo. Samarsko materialno kulturo so prvič prepoznali med izkopavanji nemškega arheologa Ernsta Herzfelda na najdišču v Samari. Druga najdišča samarske kulture so v Tell Shemshari, Tell es-Sawwanu in Yarim Tepeju.
V Tell es-Sawwanu so odkrili dokaze o namakanju zemlje, kar kaže na uspešno in ustaljeno kulturo z visoko organizirano družbeno strukturo. Samarska kultura je prepoznavna predvsem po fino izdelani keramiki, okrašeni s stiliziranimi živalmi, vključno s pticami, in geometrijskimi liki na temnih ozadjih. Na Bližnjem vzhodu zelo razširjeno lončenino z relativno enotnim slogom so prvič prepoznali v Samarri.  
Samarska kultura je bila predhodnica mezopotamske ubaidske kulture.

## Sklic
1. ↑  M. Blackham (1996). Further Investigations as to the Relationship of Samarran and Ubaid Ceramic Assemblages.  Iraq 58: 1–15. JSTOR 4200416.

## Vira
- Michael Roaf. Mesopotamien. Bechtermünz Verlag, Augsburg 1998, str. 48. ISBN 3-86047-796-X
- Stanley A. Freed. Research Pitfalls as a Result of the Restoration of Museum Specimens. Annals of the New York Academy of Sciences 376: 229–245. The Research Potential of Anthropological Museum Collections,  december 1981.